# Columbus Nova
Columbus Nova est une société d'investissement fondée en 2000 et basée à New York.